# Quinara

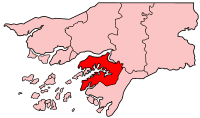
Regionens läge i Guinea-Bissau.

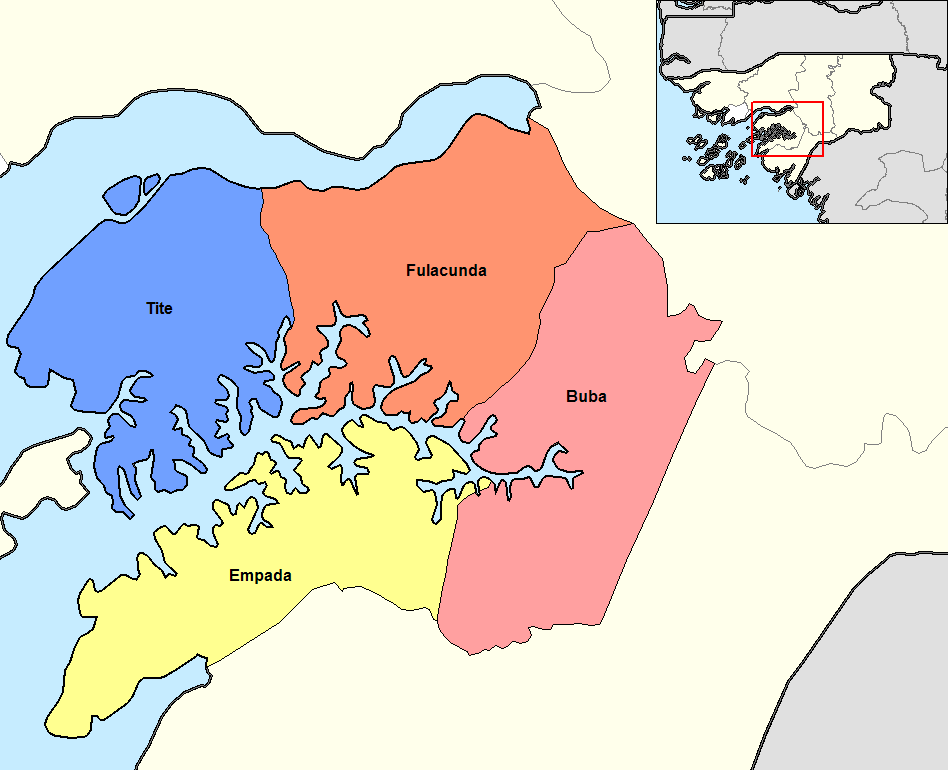
Karta över regionens sektorer.

Quinara är en av Guinea-Bissaus administrativa regioner och är belägen i den sydvästra delen av landet, med kust mot Atlanten i väster. Befolkningen uppgick till 65 946 invånare vid folkräkningen 2009, på en yta av 3 138,4 kvadratkilometer. Den administrativa huvudorten är Buba. 

## Administrativ indelning
Regionen är indelad i fyra sektorer:
- Buba
- Empada
- Fulacunda
- Tite